# Giya Kancheli
Giya Kantcheli (en georgiano: გია ყანჩელი, en ruso: Гия Александрович Канчели) (Tiflis, Georgia, 10 de agosto de 1935 - Tiflis, 2 de octubre de 2019) fue un compositor georgiano residente en Bélgica.

## Biografía
Realizó sus estudios en el Conservatorio Nacional de Georgia, en Tiflis, entre 1959 y 1963. Compuso la primera de sus siete sinfonías en 1967. En Georgia se hizo famoso por su música destinada al teatro. De hecho, en 1971 se convirtió en director musical del Teatro Rustaveli de la capital. En 1976 recibió un premio nacional por su Cuarta Sinfonía, que se estrenó en enero de 1978 en los Estados Unidos, por Yuri Temirkánov y la Orquesta de Filadelfia. A partir de ese momento, sus obras fueron interpretadas por músicos de la talla de Gidon Kremer, Mstislav Rostropovitch, Dennis Russell Davies, Jansug Kakhidze, Yuri Bachmet, Kim Kashkashian o el Kronos Quartet.
En 1991 se trasladó a vivir a Europa Occidental: primero a Berlín y, en 1995, a Amberes, donde fue compositor-in-residente de la orquesta Real Filarmónica Flamenca. 
Compuso la música de más de cincuenta películas, la mayoría de la época soviética, y es precisamente a esas obras que debe la gran fama de que goza en su patria y en Rusia.

## Música
Su obra es a menudo tonal, simple a veces incluso minimalista, con influencias de compositores modernos como Béla Bartók. Conocido principalmente por sus siete sinfonías, compuso también diversas obras para orquesta, una ópera y música de cámara.